# IC 4311
IC 4311 — компактная вытянутая спиральная галактика типа Sbc в созвездии Центавр. Поверхностная яркость — 12,8 mag/arcmin². Этот объект входит в число перечисленных в оригинальной редакции «Нового общего каталога».